# چکش برای افتادن
«چکش برای افتادن» (به انگلیسی: Hammer to Fall) تک‌آهنگی از کوئین است که در سال ۱۹۸۴ میلادی منتشر شد.